# Bella Wajnberg
Bella Wajnberg est une actrice belge apparue notamment dans Alice et moi.
Elle continue à tourner, que ce soit dans la publicité ou dans les courts métrages, longs métrages...

## Filmographie sélective

### Cinéma

#### Longs métrages
- 2008 : JCVD de Mabrouk El Mechri : Dame Poste de Police
- 1994 : Just Friends de Marc-Henri Wajnberg : Mme Robrechts

#### Courts métrages
- 2004 : Alice et moi de Micha Wald : Aunt Mala

### Télévision
- 2012 : Cher radin !, téléfilm de Didier Albert : Mme Cournot
- 2005 : Une famille pas comme les autres, téléfilm de Édouard Molinaro : Gaétane
- 2004 : La Fuite de Monsieur Monde, téléfilm de Claude Goretta